# Nhịn ăn

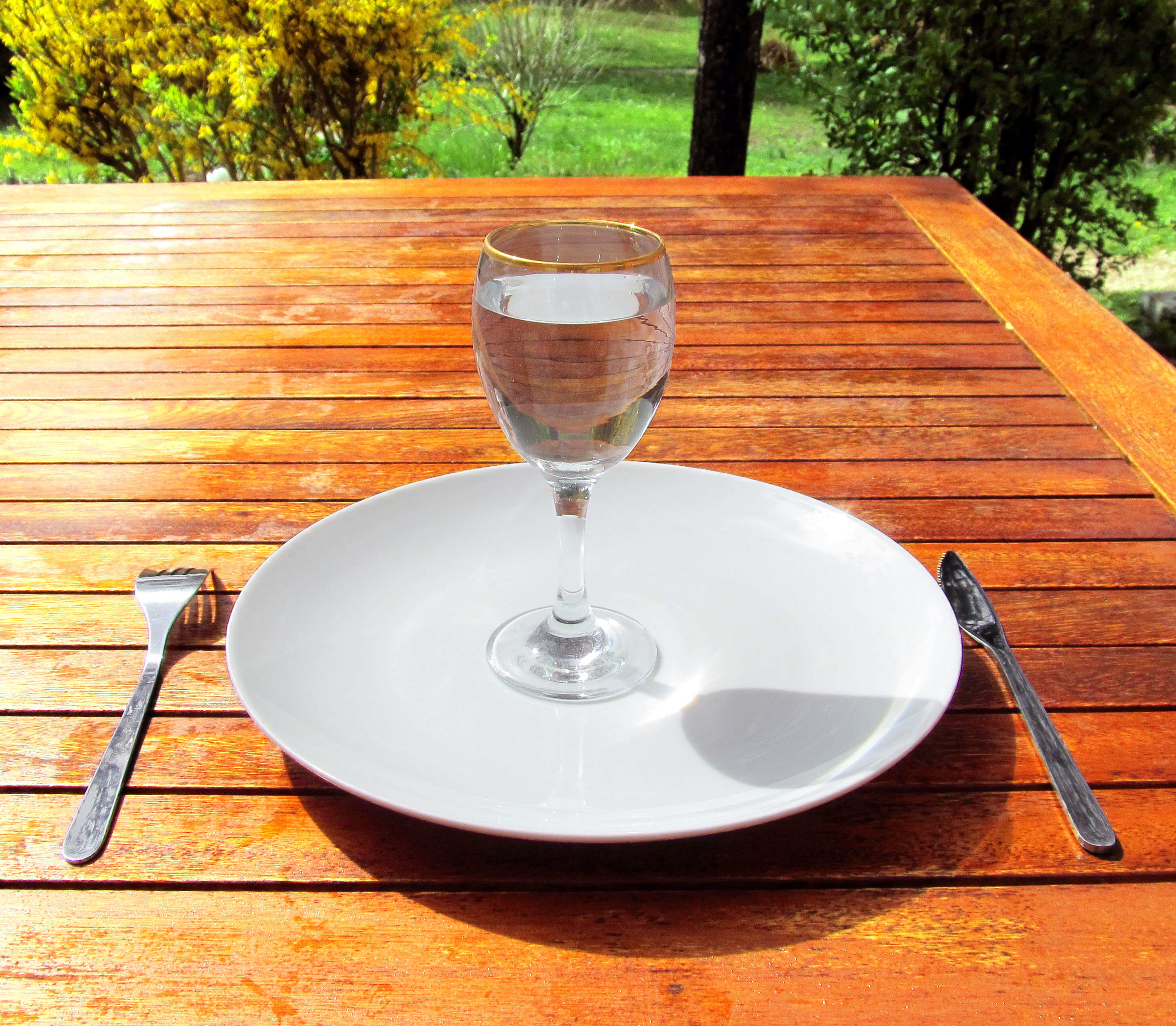
Một biểu tượng của việc nhịn ăn, thay thế thức ăn chỉ bằng nước uống đơn thuần

Nhịn ăn hay còn được gọi là kiêng ăn được biết đến như là một hành động hãm mình không dùng thức ăn hoặc nước uống hoặc cả hai trong một thời gian nhất định. "Nhịn ăn hoàn toàn" thường thường là nhịn không ăn thức ăn và nước uống trong một thời gian cố định, thường thì kéo dài khoảng một ngày, hoặc có thể lên tới vài ngày. Có một số loại nhịn ăn khác như chỉ không ăn một số thức ăn nhất định hoặc hóa chất.
Nhịn ăn có thể làm theo trình tự thời gian ví dụ như một ngày nhịn ăn và một ngày không, cứ vậy liên tiếp nhau (xem thêm nhịn ăn thỉnh thoảng). Còn có một số loại nhịn hoặc kiêng khác như kiêng về tình dục, nhịn nói (tịnh khẩu), nhịn ra ngoài (an cư kiết hạ),.... Nhịn ăn cũng có thể là một nghi thức tôn giáo, như Mùa Chay của Kitô giáo, Ramadan của Hồi giáo, Yom Kippur của Do Thái giáo và của Phật giáo (vào Thất).

## Sinh lý học
Nhịn ăn có thể nghĩa là nhịn ăn biến dưỡng, giống như tình trạng của một người không ăn gì hết cả buổi tối hoặc là tình trạng sau khi đã tiêu hóa hoàn toàn những thức ăn đã có trong bụng. Một số sự điều chỉnh biến dưỡng xảy ra trong khi nhịn ăn. Kiểm tra chẩn đoán (diagnostic test) là cách dùng để kiểm tra tình trạng nhịn ăn của người nhịn. Ví dụ một người nào đó sẽ được coi là nhịn ăn sau khi không ăn gì hết trong vòng 8-12 tiếng. Quá trình trao đổi chất (hay còn gọi là biến dưỡng) sẽ vào tình trạng nhịn ăn sau khi hấp thụ các chất từ bữa ăn (thường thì khoảng 3–5 tiếng sau khi ăn).

## Phòng chữa bệnh

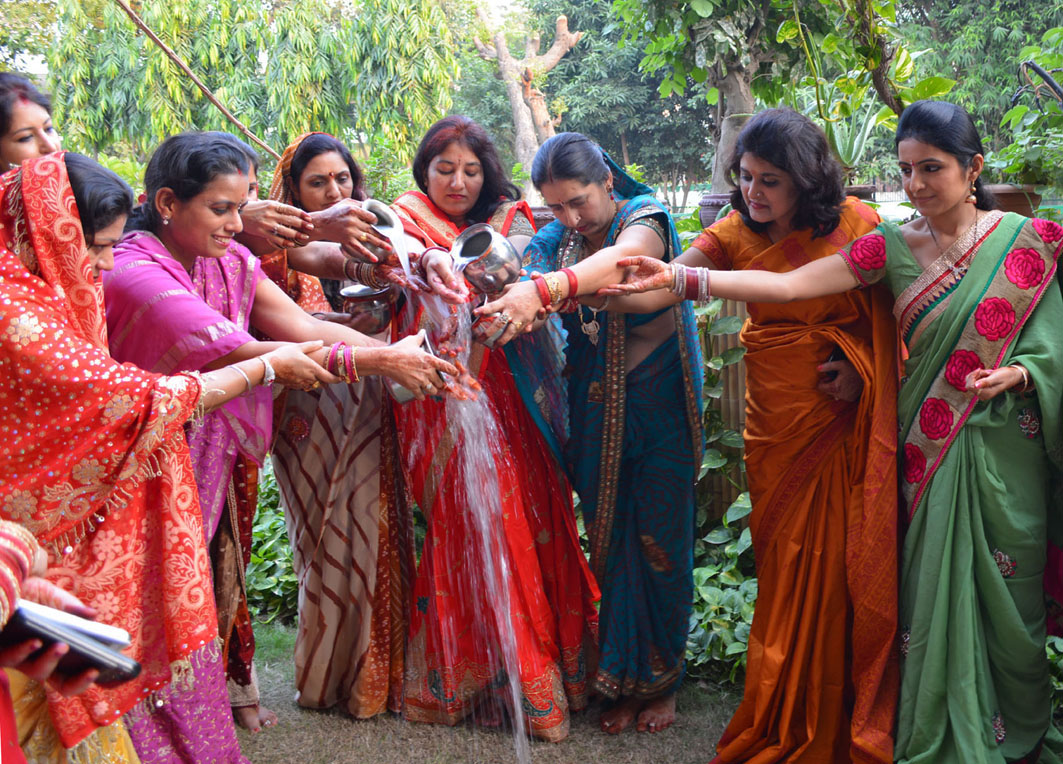
Nghi thức nhịn ăn ở Ấn Độ

Tuy nhiên, nhịn ăn cũng là một phương pháp y học hiệu quả để phòng ngừa một số bệnh như béo phì, theo như lời khuyên của các chuyên gia sức khỏe, trong các nên văn hóa, lịch sử từ cổ đại cho tới hiện đại trên thế giới.

## Tác hại nhịn ăn quá độ
Nếu tình trạng nhịn ăn quá lâu (từ 8-72 tiếng tùy theo tuổi tác) thì có thể dẫn tới tình trạng hạ đường huyết được kết luận trong những thí nghiệm qua quan sát.
Nghiên cứu mới từ Đại học Bath cho thấy rằng chế độ nhịn ăn về lâu dài có thể ảnh hưởng đến hệ miễn dịch, làm cho mọi người ít có khả năng chống nhiễm trùng.